# V Brygada Piechoty Legionów
V Brygada Piechoty Legionów (V BP Leg.) – brygada piechoty Wojska Polskiego II RP.
V Brygada Piechoty Legionów została sformowana w 1919 roku (?), w składzie 3 Dywizji Piechoty Legionów.
W 1921 roku dowództwo V BP Leg. przeformowane zostało w dowództwo piechoty dywizyjnej lub rozformowane, a oba pułki podporządkowane zostały bezpośrednio dowódcy 3 DP Leg.

## Dowódcy brygady
- płk Stefan Borowski (5 IX 1919 - 1 II 1920[1][2])
- ppłk Władysław Bończa-Uzdowski (15 VIII 1920 - 1921 → dowódca piechoty dywizyjnej 3 DP Leg.)

## Organizacja wojenna
- dowództwo V Brygady Piechoty Legionów
- 7 pułk piechoty Legionów
- 8 pułk piechoty Legionów